# Michel La Rosa
Vous pouvez aider à l'améliorer ou bien discuter des problèmes sur sa page de discussion.
- Il ne s’appuie pas, ou pas assez, sur des sources secondaires ou tertiaires. (Marqué depuis août 2023)
- Son ton est trop promotionnel ou publicitaire, voire hagiographique. Le texte doit adopter un ton neutre et encyclopédique. (Marqué depuis juin 2022)

- Archive Wikiwix
- Bing
- Cairn
- DuckDuckGo
- E. Universalis
- Gallica
- Google
- G. Books
- G. News
- G. Scholar
- Persée
- Qwant
- (zh) Baidu
- (ru) Yandex
- (wd) trouver des œuvres sur Wikidata

Michel La Rosa est un acteur français né le 19 mars 1954 à Marseille.

## Biographie
Après une scolarité effectuée chez les Jésuites, Michel La Rosa obtient son baccalauréat en 1972 puis entreprend des études à la faculté de droit. Il monte à Paris pour poursuivre ses activités audiovisuelles. En 2016, il quitte Paris pour retourner vivre dans sa ville natale, Marseille.

### L'acteur
Il commence une carrière d'acteur en 1979. À partir de 2010, il apparaît régulièrement dans plusieurs séries télévisées et téléfilms comme La Stagiaire, Camping Paradis, et Boulevard du Palais. Depuis 2012, il incarne le role principal du Roi Gandolfi dans la série Draculi & Gandolfi. Il se produit également au théâtre en 2016 aux côtés de Marthe Villalonga. En 2022, il obtient le rôle principal dans le film Tonton Édouard, réalisé par Patrick Jorge et David Maltese.

### Animateur de télévision, de radio et de festivals
À partir de 1984, il devient également animateur et producteur de programmes à la télévision et à la radio, collaborant notamment avec TF1, Antenne 2, France 2, FR3, France 3, Radio France et France Inter'. Michel La Rosa anime également chaque année le festival Les Hérault du Cinéma à Agde. En 2025, Michel La Rosa est intervenu à distance lors de l’événement international organisé par l'association Studio Phocéen à Paris le 14 juin et consacré au format duanju (fiction verticale mobile). Sa participation s’est faite aux côtés de Jean-François Fonlupt, Jean-Louis Barcelona et Magali Semetys. Il figurait également au casting d’une fiction projetée à Montmartre en 2024.

### Le peintre
il pratique la peinture depuis les années 1980 et expose régulièrement ses œuvres dans des galeries, notamment à Aix-en-Provence.

## Émissions de télévision et de radio

### Chronologies
- 1984-1987: animateur et directeur des programmes de Radio France Provence
- 1984-1987 : présentateur de l'émission Tremplin sur FR3 Méditerranée du 15 juin 1985 au 13 juin 1987
- 1990 : animateur sur Antenne 2 de Matin Bonheur du 8 janvier au 22 juin 1990
- 1990 : animateur sur Antenne 2 d'Été show diffusée du 23 juillet au 14 septembre 1990
- 1990 : animateur et producteur sur Antenne 2 de "Villa de star" diffusée du 30 juin au 15 septembre 1990[11]
- 1990 : Animateur et producteur sur Antenne 2 de "Ça va tanguer" diffusée du 17 au 28 septembre 1990[11]
- 1992-1994 : animateur sur France Inter
- 1995-1996 : producteur délégué chez Ardisson et Lumières.
- 1997 collabore avec José Garcia à la réalisation et présentation de "Une Journée en Ville" projet de France 3
- 1998-2013 : animateur sur TF1 : Shopping Avenue matin et Télévitrine

### Archives audiovisuelles
Michel La Rosa a mené plusieurs interviews notables dans le cadre de ses activités d'animateur télévisuel. Parmi ces archives conservées par l'Institut national de l'audiovisuel (INA), figurent notamment :
- Une interview de Jean Rafa, interprétant « Baisse un peu l'abat-jour », dans l'émission présentée par Michel La Rosa le 27 juin 1982[12].
- Une entrevue avec la chanteuse Isabelle Aubret, diffusée le 27 octobre 1985, dans laquelle elle revient sur son parcours personnel et artistique[13].
- Un entretien réalisé avec l'actrice et écrivaine Odette Joyeux, diffusé le 1er novembre 1987, où elle évoque Claude Brasseur[14].
- Une rencontre avec le réalisateur Jacques Demy, diffusée le 13 novembre 1988, où ce dernier présente son film « Trois places pour le 26 »[15].
- Une interview avec l'humoriste Darry Cowl, diffusée le 25 décembre 1988, évoquant notamment Caroline Barclay, épouse d'Eddie Barclay[16].

## Filmographie

### Cinéma
- 1980 : La Femme flic d'Yves Boisset
- 2012 : Les Frangins de Saïd Naciri
- 2014 : Piste noire de Jalil Naciri
- 2016 : Le Cabanon rose  de Jean-Pierre Mocky
- 2020 : Vagabondes de Philippe Dajoux.
- 2023 : Tonton Édouard de David Maltese et Patrick Jorge

### Télévision[17]
- 1977 : Le Dernier Mélodrame de Georges Franju
- 1980 : Une étoile dans la neige  Fabrice Martin
- 1982 : Cinéma 16 - téléfilm : La Fête d'Éric Le Hung
- 1984 : Les Insomnies de M. Plude de Jean Dasque
- 1986 : Le Funiculaire des anges de Roger Gillioz
- 2011 : Plus belle la vie d'Hubert Besson
- 2014 : Boulevard du Palais de Bruno Garcia
- 2015 : L'hôtel des bons vivants de David Maltese et Édouard Valette
- 2017 : Box 27 d'Arnaud Selignac, France 2
- 2018 : La Stagiaire, France 3

### Série
- 2010 : Camping Paradis (saison 2, épisode 3) de Bruno Garcia
- 2012 - 2020 : Draculi & Gandolfi de Guillaume Sanjorge : Roi Gandolfi[18].
- 2023 : Le silence des chevaux, websérie en 7 épisodes.
- 2025 : Les aventures avec ma voisine, sur Stardust TV, rôle du père, réalisation Jérémy Haeffele[19]'[20]'[21].

### Courts-métrages
- 2012 : Les Tontons flingués de Yacine Sersar
- 2013 : Huit Hommes avec Éric prat
- 2015 :  Hôtel des bons vivants de David Maltese et Édouard valette
- 2015 :  Je Tue Il.. Festival Nikon
- 2016 : L'Umo di a Strada de David Lucchini.
- 2019 : Je suis LE PÈRE NOËL de Gray orsatelli
- 2019 : Martial, 12 annéese perdues de Cyril Etesse.

## Théâtre
- 2016-2017 : Je vais vous faire rire, en tournée en France avec Marthe Villalonga.